# Ashville (Alabama)
Ashville – miasto w Stanach Zjednoczonych, w stanie Alabama, siedziba administracyjna hrabstwa St. Clair. W roku 2023 miasto zamieszkiwało 2402 osoby, a gęstość zaludnienia wynosiła 47,8 osoby/km².